# Pond Peak
Der Pond Peak ist ein 1430 m hoher Berg im ostantarktischen Viktorialand. Er ragt in der Saint Johns Range an der Südseite des Eingangs zum Baldwin Valley auf.
Das Advisory Committee on Antarctic Names benannte ihn  1964 nach James Daniel Pond (1925–2006) von der United States Navy, Verantwortlicher für Reparatur und Unterhalt der elektronischen Einrichtungen auf der Hallett-Station im Jahr 1962.